# Klaus-Dieter Schotte

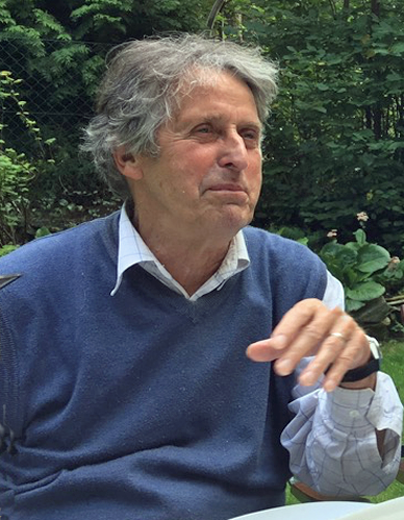
Klaus-Dieter Schotte in seinem Garten (Juli 2018)

Klaus-Dieter Schotte (* 29. März 1938 in Leipzig; † 28. November 2018 in Rostock) war ein deutscher Physiker.

## Leben
In Leipzig geboren, besuchte Klaus-Dieter Schotte später das Christian-Gottfried-Ehrenberg-Gymnasium in Delitzsch und machte dort 1956 sein Abitur. Im Anschluss daran begann er Physik an der Universität Leipzig zu studieren. Er hatte bereits die Diplom-Vorprüfung bestanden, als er mit seinen Eltern 1961 kurz vor dem Bau der Berliner Mauer in den Westen zog. Er setzte sein Studium an der Ruprecht-Karls-Universität Heidelberg fort. Bei Wolfgang Gentner verfasste er eine experimentelle Diplomarbeit über den Beta-Zerfall verschiedener Atomkerne.
1963 wechselte Schotte an die Universität zu Köln als Doktorand von Bernhard Mühlschlegel. Er promovierte 1966 mit der Schrift Die thermoelektrischen Eigenschaften des kleinen Polarons. Seine berufliche Laufbahn führte Schotte 1968/69 zu Walter Kohn an die University of California, San Diego und 1970/71 nach Paris-Saclay (Kommissariat à l’énergie atomique, Service de Physique Théorique), wo er mit Cyrano de Dominicis und Roger Balian zusammentraf. Anschließend arbeitete er am Max-Planck-Institut für Physik und Astrophysik, München, ehe er 1972 einem Ruf an die Freie Universität Berlin (FU) folgte. Zwei Jahre zuvor war er zum Thema Die Entartung des Elektronengases und ihre Bedeutung für Störstellen mit inneren Freiheitsgraden in Metallen in Düsseldorf habilitiert worden.
Nach über 30-jähriger Tätigkeit als Hochschullehrer an der FU wurde er 2006 emeritiert.

Schottes Arbeiten konzentrierten sich insbesondere auf die Festkörper- und die Statistische Physik. Früh beschäftigte er sich mit Röntgenkanten und dem Kondo-Effekt. Auch Supraleitung, Magnetfeldeffekte und spezielle Spinsysteme gehörten zu seinen Forschungsgebieten. Seine Ergebnisse veröffentlichte er häufig gemeinsam mit seiner Frau Ursula, ebenfalls Physikerin, die er in Köln am Physikinstitut kennengelernt hatte.

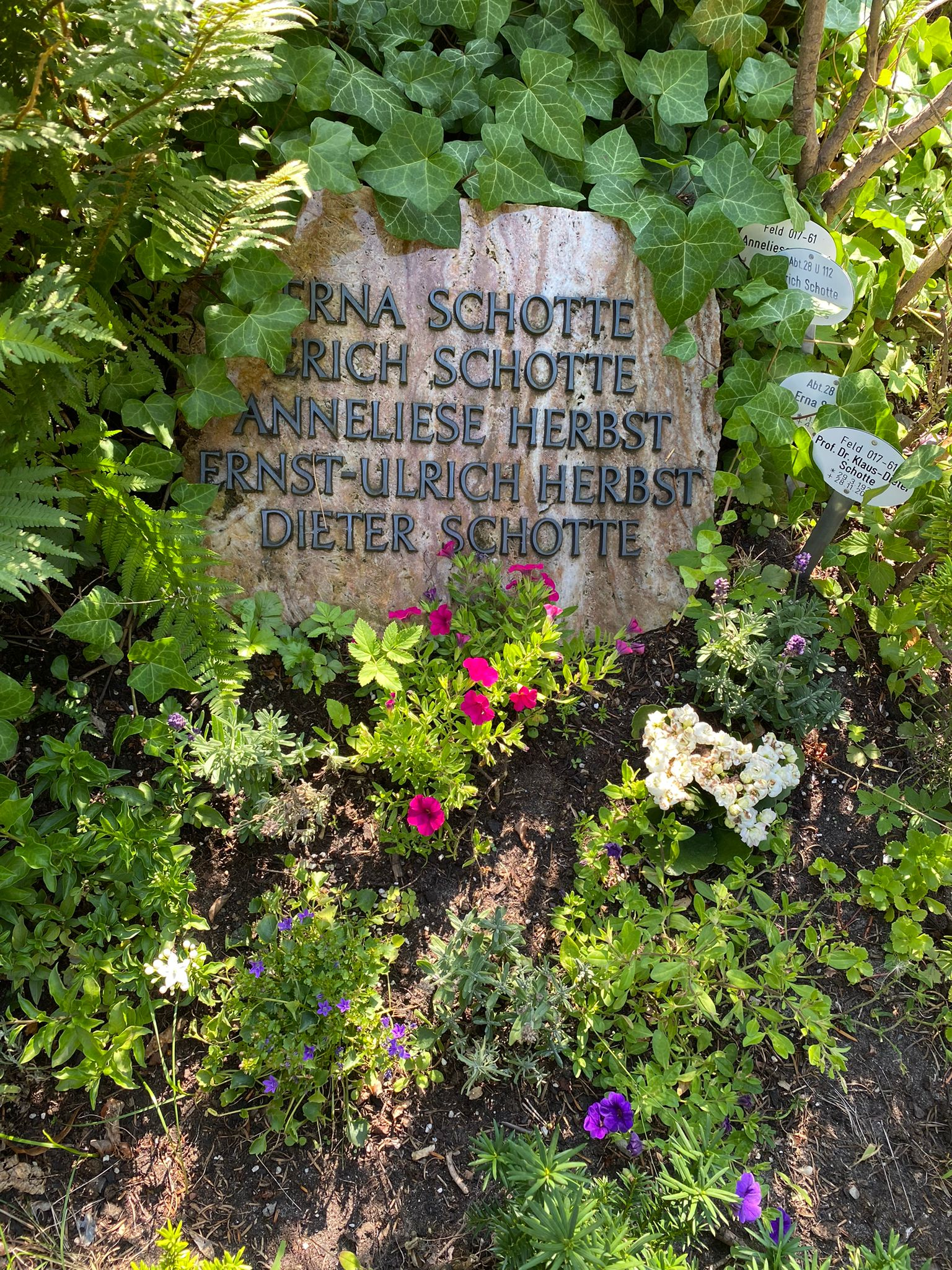
Grabstätte auf dem Friedhof Zehlendorf (2024)

Klaus-Dieter Schotte verstarb im Alter von 80 Jahren und wurde in der Familiengrabstätte auf dem Friedhof Zehlendorf beigesetzt.

## Privates
Das älteste der drei Kinder von Ursula und Klaus-Dieter Schotte, Friedrich Schotte, ist ebenfalls Physiker. Er arbeitet an den National Institutes of Health in Bethesda, USA.

## Veröffentlichungen (Auswahl)
- 1966: The thermoelectric properties of the small polaron, in Zeitschrift für Physik 196, S.393-414 (auch Promotionsschrift)
- 1968: Equivalence between Nagaoka's and Suhl's treatment of the Kondo Hamiltonian with inclusion of normal scattering, in Zeitschrift für Physik 212, S.467-476
- 1969: Tomonaga's Model and the Threshold Singularity of X-Ray Spectra of Metals, in Physical Review 182, S.479-482
- 1970: Die Entartung des Elektronengases und ihre Bedeutung für Störstellen mit inneren Freiheitsgraden in Metallen (Habilitationsschrift)[4]
- 1975: Interpretation of Konto Experiments in a magnetic field, (mit U. Schotte) Physics Letters A55(1), S. 38-40
- 1978: On the description of transport phenomena, in Physics Reports 46, S.93-115
- 1995: Maximum-Entropy Analysis of the Cubic Phases of KOH and KOD, NaOH and NaOD, in Acta Cryst. A51, S.739-746
- 2004: Canonical local algorithms for spin systems: heat bath and Hastings's methods (mit D.Loison, C.L.Qin, X.F.Jin) The European Physical Journal 41(3), S. 395–412
- 2010: Influence of boundary conditions on the ordering of elastic dipoles, in Annalen der Physik 508, S.258-280 (mit Ursula Schotte und Panagiotis Topalis)